# يوحنا غرين
يوحنا غرين (بالإنجليزية: John Green)‏ (22 مايو 1939 في المملكة المتحدة - 15 أغسطس 2010 في المملكة المتحدة) هو مدرب كرة قدم ولاعب كرة قدم بريطاني في مركز الوسط. لعب مع بورت فايل ونادي بلاكبول ونادي ترانمير روفرز لكرة القدم وفانكوفر رويالز ‏ ونورثويتش فيكتوريا.

## وصلات خارجية
- يوحنا غرين على موقع قاعدة بيانات كرة القدم.إي يو (الإنجليزية)